# Университет Бедфордшира
Университет Бедфордшира (англ. University of Bedfordshire) — государственный образовательный и исследовательский университет с кампусами в графствах Бедфордшир и Бакингемшир, Англия. Учебное заведение ведёт свою историю с 1882 года, однако статус университета оно получил в 1993 году и тогда именовалось как Лутонский университет . Университет изменил свое название на «Бедфордширский университет» в 2006 году с одобрения Тайного совета после слияния Лутонского университета и бедфордского кампуса университета Де Монфор.
Университет расположен в пяти кампусах: три в Бедфордшире: в Бедфорде и Лутоне; и два в Бакингемшире: в Эйлсбери (для студентов, изучающих сестринское дело и акушерство) и в Милтон-Кинсе. У университета есть представительства в Лондоне и Бирмингеме, а также по всему миру. Партнёрами университета являются учебные заведения таких стран, как Египет, Вьетнам, Оман и Маврикий.
В 2014 году университет принял участие в программе Research Assessment Exercise и добился 22 места в рейтинге REF Power Ranking, при этом почти половина его исследований считается ведущими в мире или превосходными на международном уровне.
В 2012 году университет получил статус FairTrade. Он также занял восьмое место среди высших учебных заведений в Великобритании в Planet University Green League в 2019 году.
В Университете Бедфордшира учится более 20 000 студентов из более чем ста стран. Она сотрудничает с примерно 40 академическими партнёрами, как в Великобритании, так и за рубежом. Более 40 % его студентов происходят из семей, никогда не посещавших высшие учебные заведения. Около 70 % — это зрелые люди, вернувшиеся к образованию, и более половины — представители этнических меньшинств.
Нынешним вице-канцлером университета, назначенным в 2020 году, является профессор Ребекка Бантинг. Её предшественником был Джон Беркоу, бывший спикер Палаты общин.